# José Maria Barbosa de Magalhães
José Maria de Vilhena Barbosa de Magalhães (Aveiro, 31 de dezembro de 1879 — Lisboa, 5 de abril de 1959), mais conhecido por Barbosa de Magalhães, foi um jurisconsulto e político português.

## Biografia
Eleito deputado à Assembleia Nacional Constituinte que se formou após a implantação da República Portuguesa, foi um dos autores da Constituição de 1911. Foi ministro da Justiça e dos Cultos, da Instrução Pública e dos Negócios Estrangeiros entre 1913 e 1922.
Bastonário da Ordem dos Advogados Portugueses (1933–1935), presidiu a diversas comissões internacionais de Direito Internacional Comparado e deixou vasta obra jurídica em publicações da especialidade.
Fez parte da Comissão Directiva do Movimento de Unidade Democrática que na década de 1940 se opôs ao Estado Novo, sofrendo então insistentes perseguições políticas.
Encontra-se colaboração da sua autoria na revista luso-brasileira Atlantida (1915-1920).